# 索瓦貝蘭湖
46°32′15″N 6°38′18″E / 46.53750°N 6.63833°E

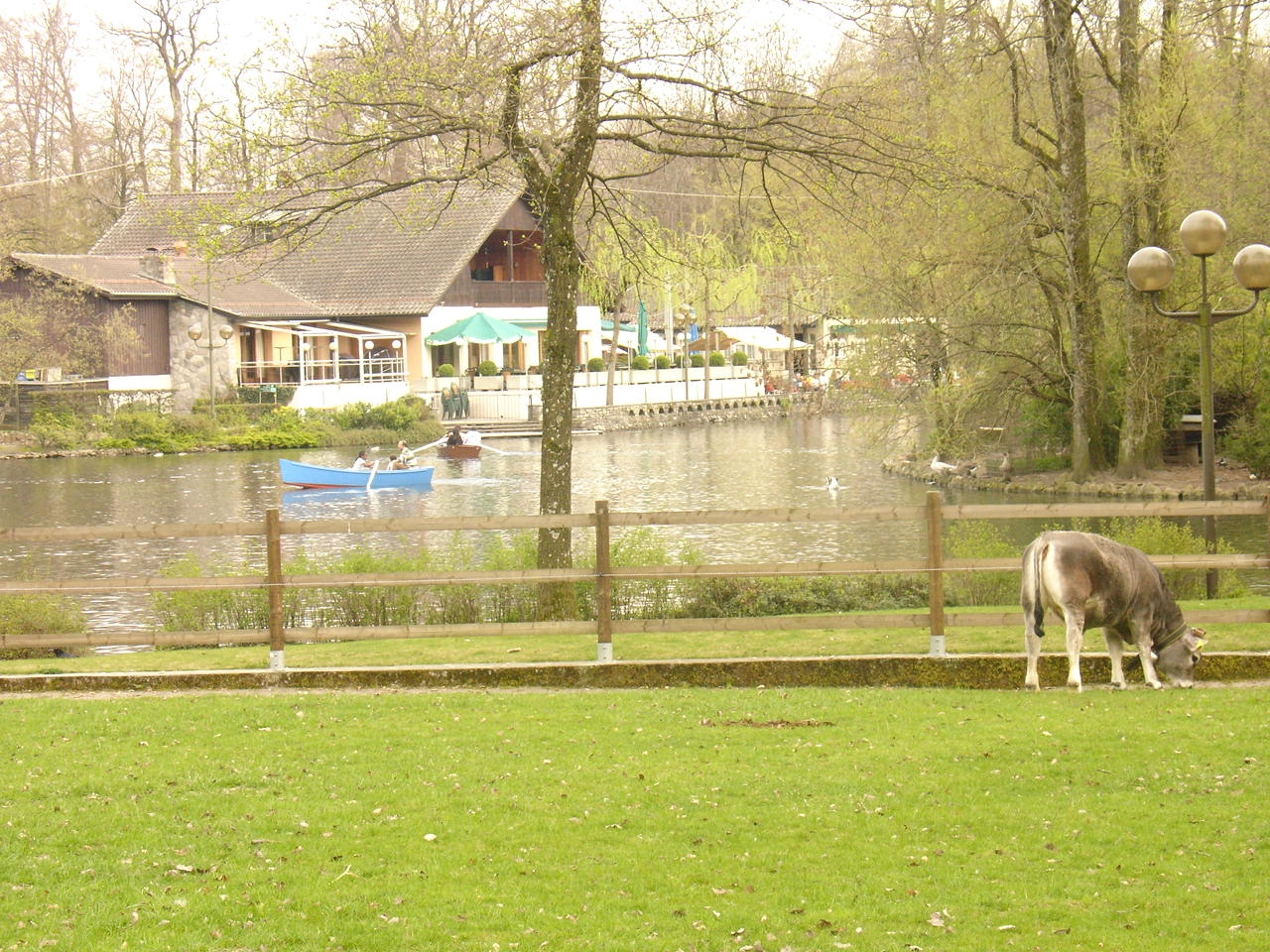

索瓦貝蘭湖（Lac de Sauvabelin），是瑞士的人工湖泊，位於該國西部，由沃州負責管轄，處於洛桑境內，長0.2公里、寬0.1公里，該湖泊海拔高度640米，最大水深1.5米。